# 萬宜羈留中心

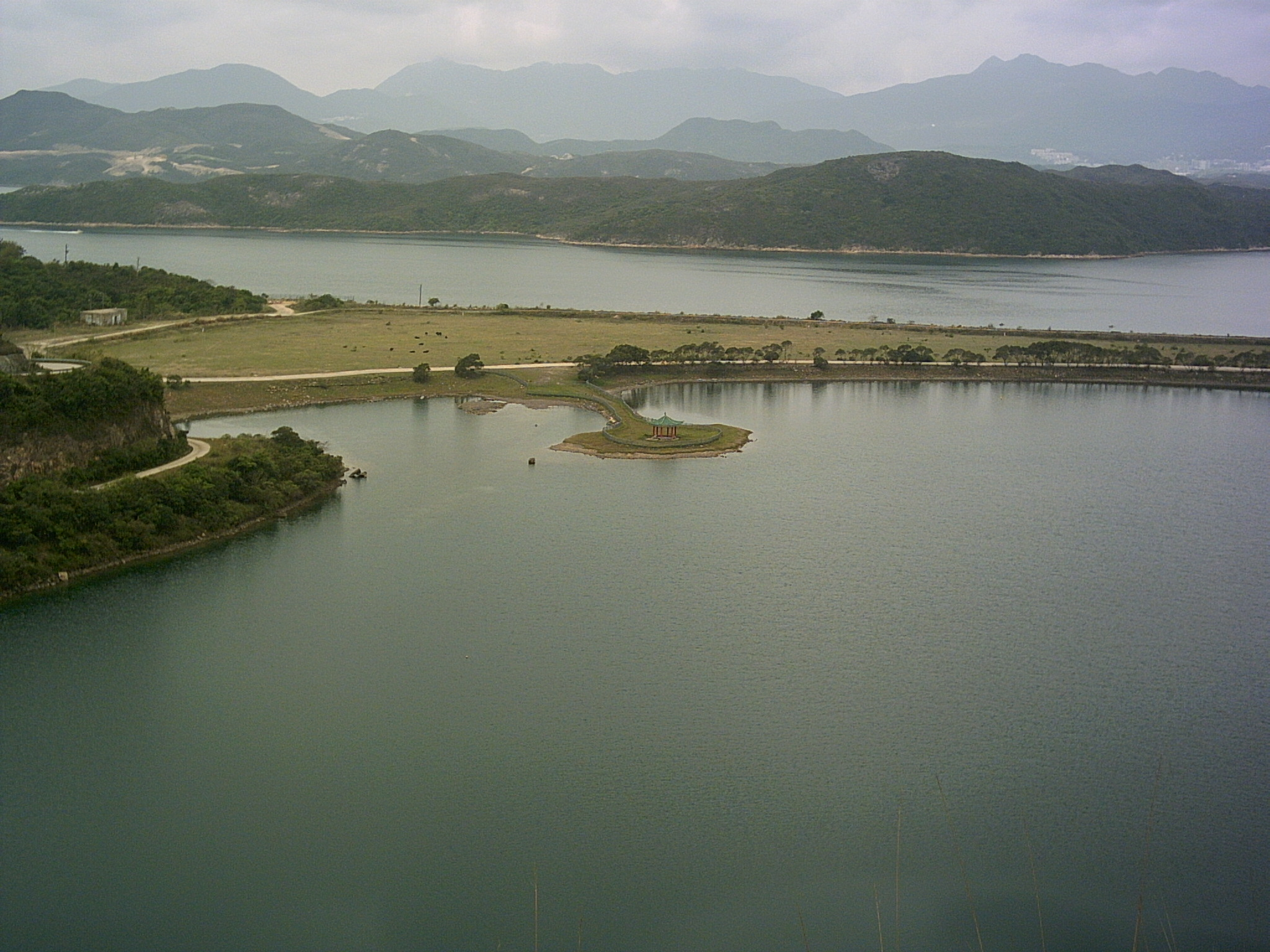
萬宜羈留中心現址為創興水上活動中心

萬宜羈留中心（英語：High Island Detention Centre）是香港政府因應越南船民問題，在新界西貢區西貢半島萬宜水庫西壩附近設立的一間高度設防越南船民羈留中心，亦是懲教署轄下同類型羈留中心當中最後一間關閉者。該羈留中心於1989年10月31日啟用，原本由香港警務處興建並短暫管理，後來交予懲教署。它啟用前引來西貢居民的抗議，到之後又因遣返問題而導致入住船民的不滿，最嚴重的就是1995年大型騷亂和1996年兩百名船民逃營事件。隨著港府有秩序遣返行動順利進行，萬宜羈留中心亦於1998年5月26日完成其歷史使命，懲教署的越南船民事務也到此結束。然而，原址一直要到2002年4月才正式拆卸，現已改建為創興水上活動中心及香港太空館天文公園。

## 結構
萬宜羈留中心是一間高度設防的設施，主要收容南越人，先由香港警務處負責興建和短暫管理，其後於1991年9月19日正式移交到懲教署。它由五座長型鐵皮大型營房組成，並被有刺鐵絲網圍牆包圍，入口亦有兩重門，營內附設供休憩、學習和聚集的空地，並在晚上提供燈光照明。警方在興建時已經考慮到船民可能會就地取材，拆除床架鐵枝以自製武器，所以動用警員跟技工一起焊緊床架的螺絲位置。同時為預防營內騷亂和罪案，亦安排警員負責在營內舉行康樂活動和引入非政府組織開設工場，甚至讓小朋友由警員陪同下出外遠足，或在保良局北潭涌渡假營游泳，這些安排在懲教署接手後也得以延續。

## 歷史
自越南戰爭在1975年結束後，出走國外的越南人不斷攀升，香港作為「第一收容港」，更要承受源源不絕的越南船民。雖然懲教署（包含其前身監獄署）自1978年起開設不同的羈留中心以暫時收容他們，但在港船民到了1980年代仍有增無減，那些新設的羈留中心亦告爆滿。因此，港府在1988年甄別政策實施後，改變管理越南船民方針，並計劃在馬鞍山白石和西貢萬宜水庫專設大型的羈留中心，以集中收容大量船民。:45
可是這個消息很快傳到當地居民的耳中，並且開始發起各種抗議行動，企圖阻止此項計劃。1989年6月尾，西貢區議會一致通過動議，反對港府在那裡興建羈留中心，其後繼續在翌月發表聲明對政府堅持續建羈留中心一事感到遺憾。另一方面，西貢居民亦在7月西貢區議會一場會議中，抬入一副貼上「香港民意千古」標語的棺材，導致會議中途腰斬。他們之後在8月發起兩百人遊行，以及在9月發起約700艘漁船和約500部車輛，分別從元朗和大埔巡遊示威到西貢的終點。及後再有逾1,500名西貢居民先在中環遮打花園集會，再遊行到港督府抗議。不過，港府對這些大小抗議行動始終沒有理會，並且一早安排香港警務處協助設計和興建該中心，經過多個月的工作，結果在同年10月31日落成並接收第一批船民。
據在港越南人阮海晴憶述，萬宜中心環境如監獄一樣，裡面的人都獲編配一個號碼，且活動空間細小而住的人卻很多，衛生亦惡劣，衝突也不斷發生。另外，中心啟用時正遇著甄別政策實施初期，很多被分類為「船民」的在港越南人都不認同港府相關政策，例如阮海晴所住的萬宜中心就有連串示威，並在營內遊行及喊口號。
到1991年港府推出有秩序遣返行動，並每隔一至兩個月就會遣返越南人，但自願遣返的越南人仍然很少，有些在萬宜中心的人寧願自殺也不回越南。其後港府再進一步強制遣返越南人，並以包機接他們返河內市，令越南人更為不滿，包含石崗船民中心及白石羈留中心的多個設施先後爆發暴力示威，造成不少人傷亡。而萬宜中心也在1995年發生大型騷亂，當時越南人為「關燈時間」與懲教職員衝突，繼而在操場作亂，並手持武器和把火球拋到職員指揮營，以致職員一度被圍困，最後警方需調動東九龍衝鋒隊和機動部隊進入營房才能制止。1996年6月11日，又發生200名越南人企圖逃脫事件，繼而與前來的警方爆發衝突，結果警方需要施放15枚催淚彈平息。
隨著有秩序遣返計劃的順利推行，滯留香港的越南人大為減少，而羈留中心的重要性已經逐漸消失。自1997年起，萬宜中心接收來自白石中心關閉後的所有越南人，同時持續縮減中心的規模以減省開支。1998年1月9日港府的第一收容港政策失效，而該中心不久後也關閉北營並縮減營內人數至900名，到3月進一步降至660名。到5月26日港府再遣返267名越南人及將剩下32名居住於萬宜中心的越南人遷往域多利監獄後，該中心便隨即關閉，是為懲教署同類型羈留中心當中最後一間關閉者。

## 影響
跟白石羈留中心一樣，該中心在香港越南船民問題扮演一個重要角色，同時讓懲教署肩負保護香港社會重要工作，致力將越南船民對大眾的影響減至最少。不過由於選址接近西貢一帶的民居，一度引起居民的反彈。羈留中心的關閉，標誌著越南船民問題步向最後階段，隨著本地收容計劃和遣返行動雙管齊下，滯留越南船民快速減少，社會終能夠放下困擾廿餘年的心頭大石，兩年後全港最後一間羈留中心，由香港明愛管理的望后石羈留中心關閉，為越南船民問題畫上句號。羈留中心關閉後留下一大片平坦的土地，加上位處郊區，風景優美，為港府提供一個理想的旅遊設施選址，例如2006年港府曾提出發展水療及消閑度假設施，萬宜羈留中心一帶地方是其中一個選項，可是其後擱置。

## 外部連結
- 不漏洞拉：你不知道的越南船民史（上） （页面存档备份，存于），CUP媒體
- 不漏洞拉：你不知道的越南船民史（下） （页面存档备份，存于），CUP媒體